# Arméns motorskola
Arméns motorskola (MotorS) var en truppslagsgemensam fack- och funktionsskola inom svenska armén som verkade i olika former åren 1944–1991 och 1999–2006. Förbandsledningen var förlagd i Skövde garnison i Skövde.

## Historik
Den första organiserade motorutbildningen för officerare inom armén skedde i Stockholm i juni 1941 vid Tygavdelningen i Arméförvaltningen. Den 22 juni 1944 fick motorutbildningen en fast organisation, i form av Arméns motorskola förlagd i Stockholm. Den 1 april 1948 omlokaliserades skolan till Strängnäs garnison, och underställdes Södermanlands regemente (P 3).
Den 28 maj 1970 avskiljdes skolan från Södermanlands regemente och bildad ett självständigt förband och myndighet. Skolan kvarstod i Strängnäs, men inför Kungl. Maj:ts proposition 1972:111, gällande regionalpolitiskt handlingsprogram för hela landet, föreslog Länsstyrelsen Jämtlands län att flytta någon form av militärutbildning till Östersund. De skolor som Länsstyrelsen föreslog för en eventuell flytt var Infanteriets kadett- och aspirantskola, Fallskärmsjägarskolan, Arméns motorskola, Arméns gymnastik- och idrottsskola eller Militärpolisskolan skulle flyttas till Östersund. Motorskolan blev dock kvar i Strängnäs. Den 30 juni 1986 upphörde dock skolan som egen myndighet och uppgick den 1 juli 1986 i Södermanlands regemente (P 10), i vilken ram verksamheten fortsatte som en avdelning.
Inför försvarsutredning 1988 föreslog försvarskommittén att Arméns motorskola (MotorS) i Strängnäs garnison skulle samlokaliseras med Arméns tekniska skola i Östersund, dock ändrades det istället till att lokalisera skolan till trängtruppernas truppslagscenter i Skövde garnison. Vidare föreslogs att truppslagsinspektörerna med truppslagsavdelningar vid arméstaben skulle sammanslås med arméns strids- och skjutskolor samt övriga truppslagsskolor, vilka bildade så kallade truppslagscentrum. Denna omstrukturering resulterade i att arméns skolor avvecklades som självständiga enheter och att och de nyuppsatta truppslagscentren från den 1 juli 1991 övertog ansvaret över utbildningen vid skolorna. Arméns motorskola kom därmed att uppgå i det nybildade Arméns underhållscentrum (UhC). I Skövde sammanfördes skolan med Arméns underhållsskola (US) och bildade Arméns underhålls- och motorskola (US/MotorS). Kvar i Strängnäs blev en avvecklingsorganisation fram till den 30 juni 1992.
Genom försvarsbeslutet 1996 kom arméns samtliga truppslagscentra att avvecklas i och med den 31 december 1997. Detta ledde till att Arméns underhållscentrum avvecklades som enhet och dess uppgifter övertogs av Försvarsmaktens underhållscentrum. Den 5 december 1997 antog riksdagen regeringens budgetpropositionen för 1998, proposition 1997/98:1D6, vilken beslutade Arméns underhålls- och motorskola delades i två delar, där Motorskolan skulle omlokaliseras och underställas Arméns tekniska skola (ATS). Bakgrunden till beslutet kom ifrån den av regeringens beställda utredningen SOU 1997:112. Där utredningens utgångspunkt var att Motorskolan skulle vara samlokaliserad med annan relevant skolverksamhet, för att potentiella samordningsmöjligheter kunde tillvaratas. Den 1 januari 1999 antogs namnet Motorskolan, samtidigt som skolan underställdes Arméns tekniska skola.
Inför försvarsbeslutet 2004 ansåg regeringen att Försvarsmaktens utbildningssystem var både orationellt och kostnadsdrivande, då utbildning i teknisk tjänst genomfördes vid Försvarsmaktens Halmstadsskolor (FMHS) i Halmstad, Arméns tekniska skola (ATS) i Östersund och vid Örlogsskolorna (ÖS) i Karlskrona och Haninge/Berga. Dessutom utbildade Försvarsmakten totalförsvarspliktiga i teknisk tjänst vid utbildningsplattformarna, liksom vid Upplands regemente (S 1) och Flygvapnets Uppsalaskolor (F 20). I dess ställe ansåg regeringen att all teknisk utbildning skulle samlas till en ny skola, Försvarsmaktens tekniska skola (FMTS), lokaliserad till Halmstads garnison. Gällande Motorskolan, kom den att åter lokaliseras till Skövde garnison, för att där inordnas inom Göta trängregemente (T 2). I sin proposition pekade regeringen på vikten av att så långt möjligt skapa bärkraftiga garnisoner. Något som regeringen redan underströk vid försvarsbeslutet 2000. Att då förlägga Försvarsmaktens tekniska skola till Halmstad skulle förstärka regeringens inriktning om att skapa bättre förutsättningar för Luftvärnsregementet (Lv 6). Regeringen ansåg att Arméns tekniska skola (ATS) likhet med Jämtlands fältjägarregemente (I 5), Jämtlands flygflottilj (F 4), Militärhögskolan Östersund (MHS Ö) i Östersund garnison, kunde övergå till en avvecklingsorganisation den 1 januari 2005, och upplösas och avvecklas senast 30 juni 2006.
Den 1 januari 2005 övergick Motorskolan, likväl som övriga förband inom Östersunds garnison, till att verka som en avvecklingsorganisation. Den 17 juni 2005 hölls en gemensam avvecklingsceremoni för samtliga berörda förband inom Östersunds garnison. Flytten av Motorskolan till Skövde påbörjades hösten 2005. Den 30 juni 2006 upplöstes samtliga avvecklingsorganisationer i Östersund. Den 1 januari 2006 antog Motorskolan namnet Försvarsmaktens motorskola (MotorS), som en ingående enhet inom Göta trängregemente i Skövde. Från våren 2006 genomförde skolans instruktörskurser i motortjänst i Skövde, Enköping och Halmstad. Den 21 juni 2006 examinerades de första instruktörerna efter flytten till Skövde. I samband med att Göta trängregemente den 1 januari 2007 antog namnet Trängregementet, kom Försvarsmaktens motorskola från samma tidpunkt bli en del av den nybildade skolan, Logistikskolan (LogS), och avvecklades därmed som självständig skolenhet.

## Verksamhet
Skolans uppgift var att utbilda motorbefäl samt instruktörer på hjulfordon, bandvagnar och bandtraktorer med elever från alla försvarsgrenar, i viss utsträckning även civila, främst poliser. Vinterutbildningen genomfördes på flera platser, fram till 1986 var den viktigaste orten för vinterutbildning Sveg i Härjedalen, dit kursverksamheten förflyttades till efter jul. Därefter vid Artilleriets stridsskola (ArtSS) i Trängslet i Älvdalen, Dalarna. Varje kurs följdes av en särskild vinterdel. Under denna köld- och snöperiod utbildades eleverna att köra fordonen på halt underlag och i snö, samt att även under de stränga köldförhållanden vårda fordonen och hålla dem i funktionsdugligt skick.

## Förbandschefer
- 1944–1951: Överstelöjtnant Gunnar Marchander [9]
- 1951–1957: Major Dag Nordenskjöld
- 1957–1962: Major Stig Colliander [10]
- 1962–1969: Överstelöjtnant Bengt Blomqvist
- 1969–1979: Överstelöjtnant Tore Paulson[11]
- 1979–1985: Överstelöjtnant Stig Reinodt[11]
- 1985–1987: Överstelöjtnant Lars Weghagen
- 1988–1992: Överstelöjtnant Tom Dahlstedt [12]
- 1992–1995: Överstelöjtnant Carl-Johan Reventberg
- 1995–1996: Major Jarl Kruger
- 1996–1998: Överstelöjtnant Ulf Stenback
- 1998–2005: Överstelöjtnant Jan-Anders Jacobsson

## Förläggningar och övningsplatser
När Tygavdelningen i Arméförvaltningen anordnade de första kurserna var utbildningen från den 1 oktober 1942 förlagd till Torstenssonsgatan 12 i Stockholm. Från den 15 juli 1943 var även viss utbildning förlagd till Gjestvagns verkstäder på Frihamnsvägen, och från 1 april 1946 även vid Philipsons Automobils sammansättningsfabrik AB Svenska bilfabriken i Augustendal. Från den 1 april 1948 förlades skolan till Strängnäs garnison, där den verkade fram till sommaren 1991. Efter att skolan blev en del av Arméns underhållscentrum, kom den från september 1991 att verka i Skövde garnison. Den 1 januari 1999 flyttades skolan till Östersunds garnison där den samlokaliserades med Arméns tekniska skola, och verkade fram till den 31 december 2004. Från den 1 januari 2006 kom skolan åter verka vid Skövde garnison. Åren 1960–1986 hade skolan en övningsplats i Sveg, vilken var belägen mellan Södra skolan och älven i höjd med Svegs camping. I Sveg hade skolan ingen egen förläggning, utan tekniklärare hade tvättstugan på campingen som fika- och  värmestuga. All utbildning skedde utomhus. Skolans serviceavdelning hade all sin verksamhet i verkstads- och förrådstält. Elever bodde på hotell och skolans personal var inhyrda på stan. 

## Namn, beteckning och förläggningsort
| Arméns motorskola          | 1944-06-22 | – | 1991-06-30 |
| Motorskolan                | 1999-01-01 | – | 2005-12-31 |
| Försvarsmaktens motorskola | 2006-01-01 | – | 2006-12-31 |

| MS        | 1944-06-22 | – | 1970-05-27 |
| MotorS    | 1970-05-28 | – | 1991-06-30 |
| MotorS    | 1999-01-01 | – | 2005-12-31 |
| FM MotorS | 2006-01-01 | – | 2006-12-31 |

| Stockholms garnison (F) | 1944-06-22 | – | 1948-03-31 |
| Strängnäs garnison (F)  | 1948-04-01 | – | 1992-06-30 |
| Skövde garnison (F)     | 1991-07-01 | – | 1998-12-31 |
| Östersunds garnison (F) | 1999-01-01 | – | 2005-12-31 |
| Skövde garnison (F)     | 2006-01-01 | – | 2006-12-31 |

## Galleri

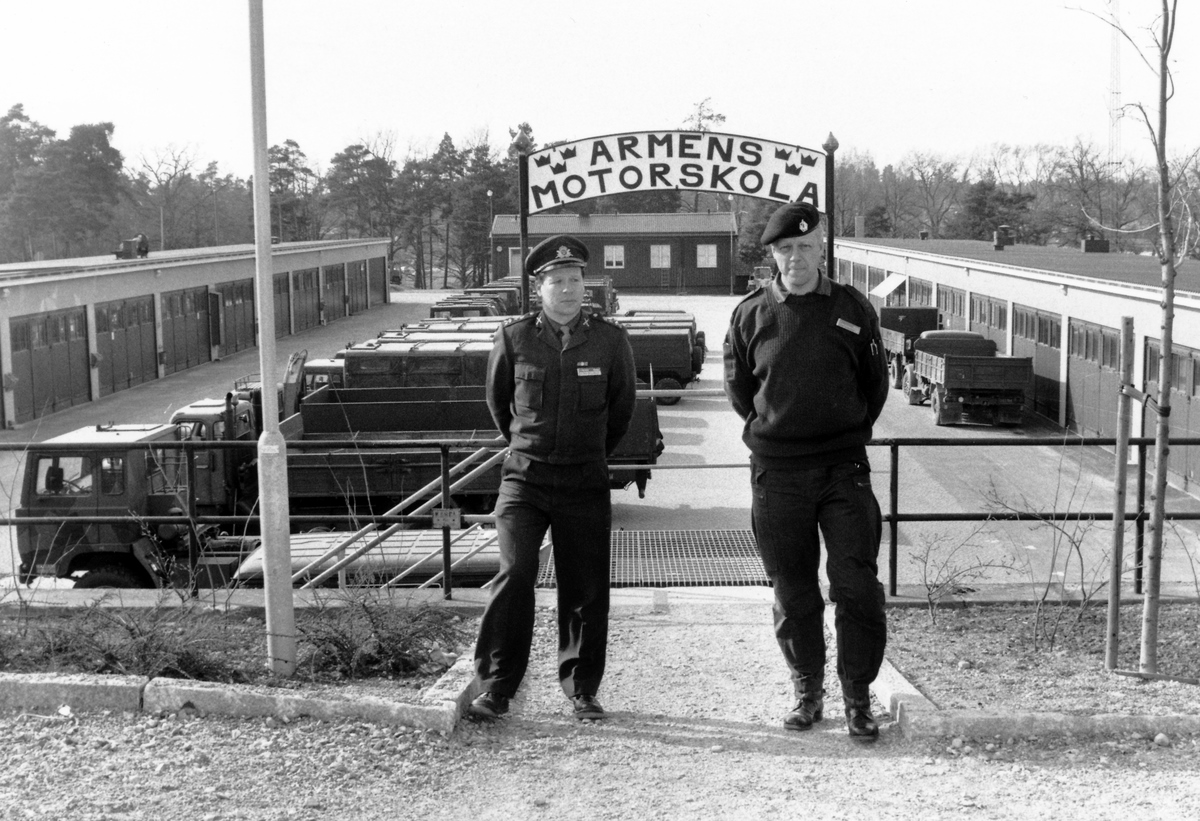
Utbildningschefen, major Björn Weissmann (I 13) och skolchefen, överstelöjtnant Tom Dahlstedt (P 4) vid trappan ned till motorgården vid Södermanlands regemente.
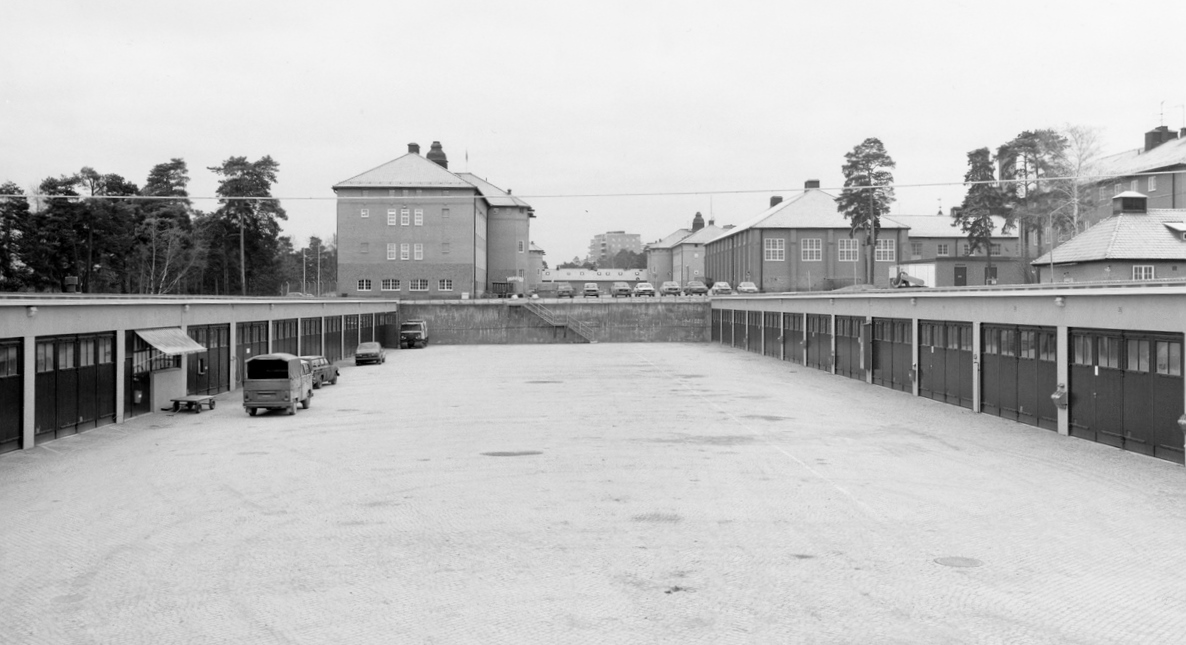
Motorskolan i Strängnäs
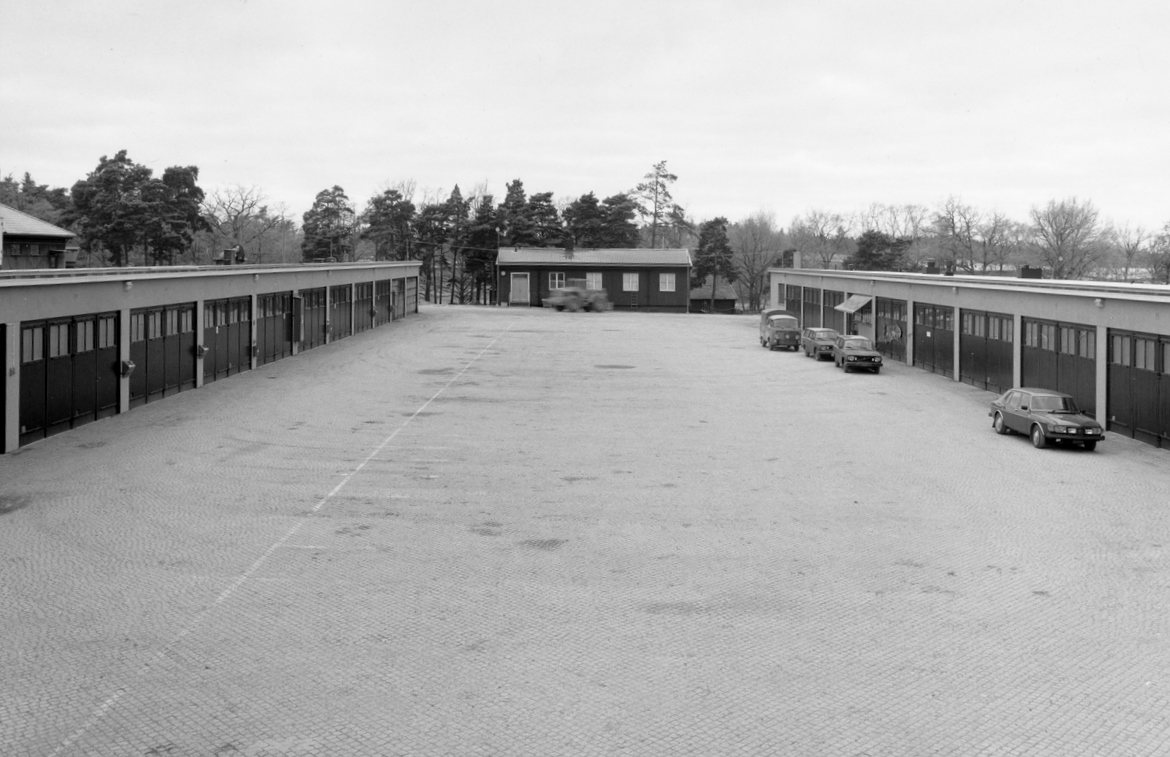
Motorskolan i Strängnäs
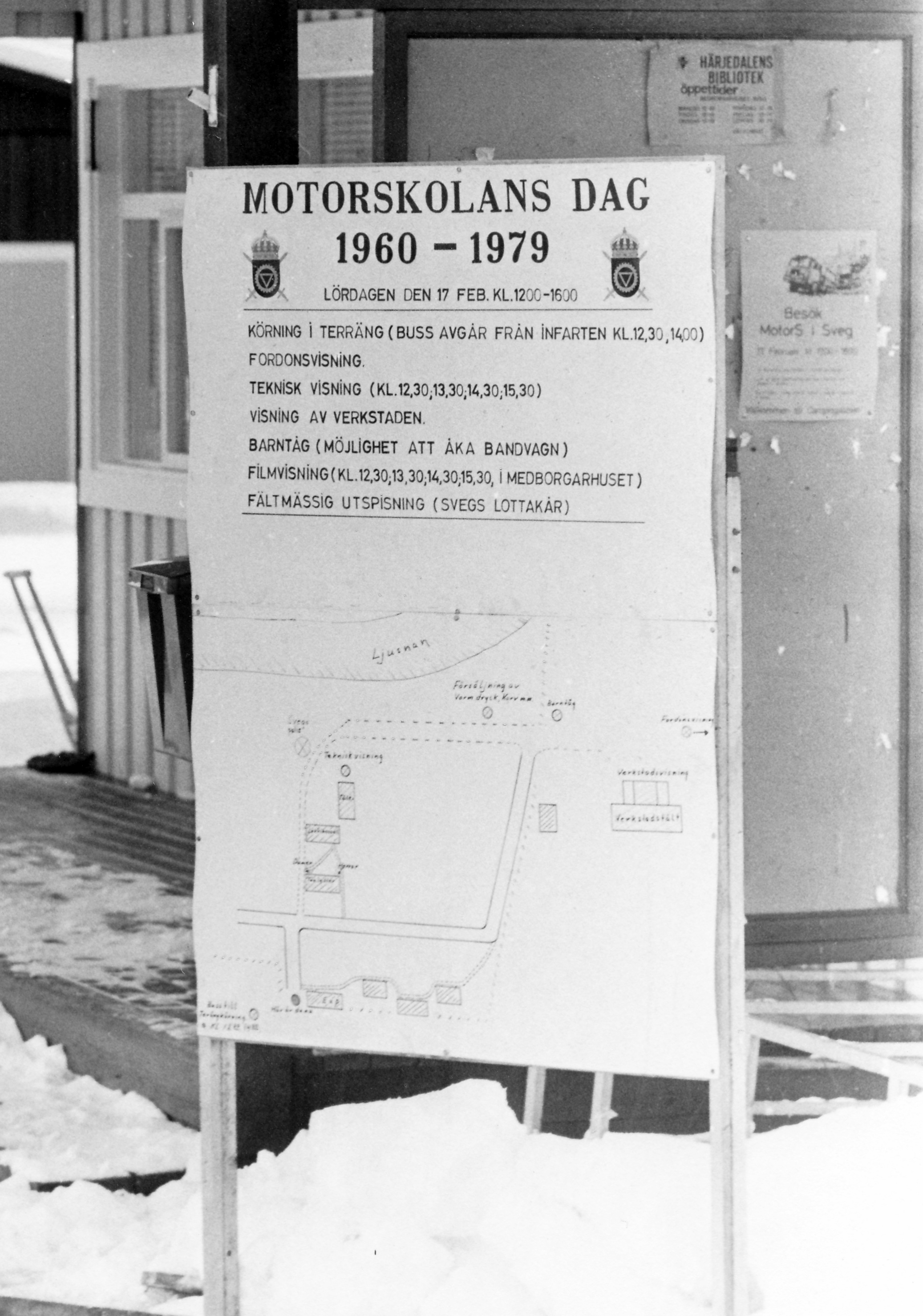
Motorskolans utbildningsplats i Sveg
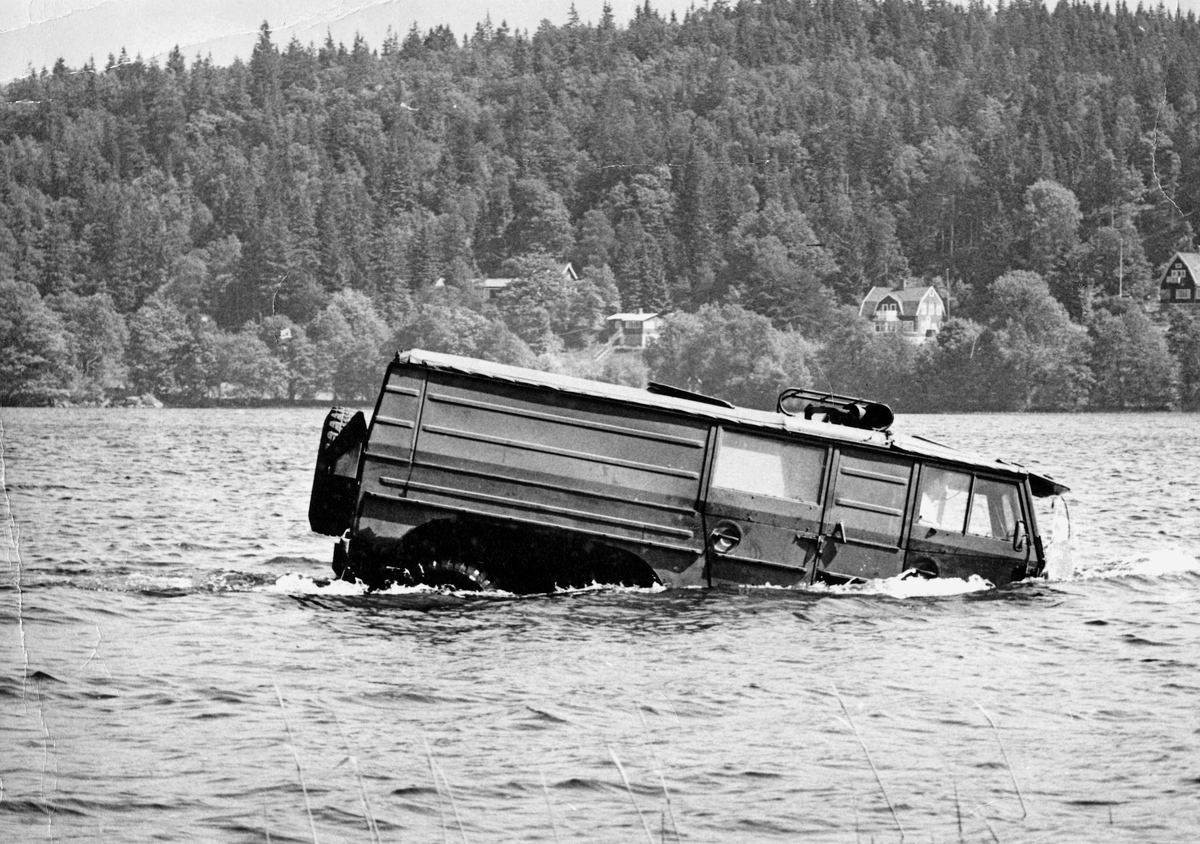
Terrängbil 12 på försök vid Motorskolan